# さすらい刑事旅情編の登場人物
さすらい刑事旅情編の登場人物（さすらいけいじりょじょうへんのとうじょうじんぶつ）は、テレビ朝日系でシリーズ化された刑事ドラマ『さすらい刑事旅情編』に登場する主な架空の人物について解説する。

## 鉄道警察隊
高杉俊介
演 - 宇津井健
警部。初期には特捜班の班長で、後に東京丸の内分駐所の責任者（「分駐所長」や鉄警隊での警部相当の職である「中隊長」といった具体的な職名は言及されていない）。分駐所唯一の鉄道公安官出身。所謂「国鉄分割民営化」に伴う特別措置として行われた採用試験を経て警察官に転身した人物である。そのため、単純に警察官としての職歴は元から警察官として採用されている香取たち分駐所の面々よりも浅い。「警部」という階級も鉄道公安官として勤務していた当時の職位を旧職相当として当て嵌めてたものである。
作中の設定では、都内で捜査を行い、必要に応じて香取がいる被疑者がいると思われる現場に合流するというパターンが多い（最後まで都内に留まり香取達への指示と都内における捜査に徹するという場合もある）。
香取とは異なり、私生活の描写は殆どなかったが、第4シリーズから第6シリーズにかけては実の娘である幸子との親子としての交流が描かれるなど、厳格な側面と娘を大事に思う父親としての側面が描かれていた。
香取達男
演 - 三浦洋一
警部補。特捜班（後の分駐所捜査班）の実質的リーダー。冗談を言うこともあるが根は真面目で、人間味あふれる魅力がある。かつて、宇田夏子（演 - 蜷川有紀）という恋人がいたが、1984年にその弟の勝也（演 - 西川忠志）が起こした傷害致死事件が原因で結婚をあきらめざるを得なかったという過去を持つ。以後誰とも結婚せず、妹の恵里と同居している。尚、1994年、上記の夏子の結婚式に「友人として」出席するため、小樽で再会するが、帰郷するはずの弟・勝也が都内で仲間と事件を起こした事がわかり、夏子も訪問した山崎の報告で結婚を破棄、ストーリー後半では香取自身も辞表を懐に偲ばせ、刑事を辞職する覚悟で関係を修復しようとしたが、再び別れる事になる。
作中の設定では、都内にいる高杉からの指令で被疑者がいると思われる現場に行き現場で聞き込みを中心とした捜査をした後、途中で高杉と合流するというパターンが多い（上述の経緯により高杉と合流しない放送回もある）。
自動二輪免許を所持し、第3シリーズ第1話では北海道にてバイクによる捜査を行っている。趣味は鉄道模型で、第1シリーズでは自宅のレイアウトが頻繁に登場する。恵里に悪い虫が付かないよう異性関係には常に気を揉んでいるが、シリーズ終盤では桜田との仲を公認するような言動もみられた。
花井百合子
演 - 若村麻由美（I）
巡査。本作における女性刑事の中では最もオーソドックスなキャラクターとして描かれている。
神田真二
演 - 渡辺裕之（I）
巡査部長。申年（1956年と推定）生まれ。
捜査の際に、香取と行動を共にすることが多いこと、恵里を口説こうとする描写があるなど、第2シリーズの池山や第3シリーズ以降の桜田の前任者としての側面を持つが、池山や桜田とは異なり香取と同世代の人間として描かれている。同僚の百合子や事件関係者の女性にも色目を使おうとするなど、香取とは対照的なプレイボーイとしての描写もしばしばみられた。
山波弘
演 - 斎藤晴彦（I）
巡査部長。愛称は「山さん」で山崎五郎と同じである（作中の設定も山崎の前任者としての側面を持つ）。
原京平
演 - 小倉久寛（I）
巡査。大食漢。第1シリーズ第8話では遺失物のサックスを駅構内で吹こうとし、香取に制止される描写がある。
小島勝子
演 - 影山仁美（I-II）
巡査。内勤担当。
（役名なし）
演 - 好永康子（I）
巡査。内勤担当。
山崎五郎
演 - 蟹江敬三（II-VII）
巡査部長。愛称は「山さん」。
第1シリーズには登場しないが、香取達とは時系列的にそれ以前からの交流があり、キャリアも長い中堅である。
分駐所の給湯室に炊飯器を持ち込み、おにぎりを作って食べることがある。なお、この時使用している炊飯器は遠赤外線を使用したもので、IVの第1話で香取が質流れ品を買ってきたものである。
実は香取が結婚を結果的に諦める原因を作ってしまったこともあり（宇田勝也を逮捕したため）、そのことに対して思い悩んでいるという側面も持つ。
私生活については描写はほとんどなかったが、シリーズ後半で幼い頃に亡くなった息子がいた事が旧知の事件関係者との会話で、語られている。
西園寺彩夏
演 - 高木美保（II-III）
警部補。香取の事が好きな模様であり、本作の女性刑事では唯一香取との相思相愛をうかがわせる存在。物事に対して鋭い洞察力を持ち、同性に対しても厳しく接するが、それが裏目に出てしまうことも多い。髪型はセミロングを基本とするが、IIIではショートカットの時期もある。
池山舜
演 - 布川敏和（II）
巡査部長。香取刑事の後輩だが、後任の桜田のような軟派な言動は少ない。
立花直也
演 - 林家こぶ平（II）
巡査。原京平の後任者にあたる。ほぼ私服姿でリュックサックを背負っている事が多い。血を見るのが苦手で、山崎刑事から呆れられることもあった。
桜田亮太
演 - 植草克秀（III-VII）
巡査。血液型はO型
仕事に対する情熱は人一倍だが、面食いの側面も持ち恵里や幸子を口説こうとする描写もある。また、香取に対しては口調こそ敬語調だが、時々、香取の留守中に自宅に勝手に上がり込むなどあまり敬意を払っている様子はない。とはいえ、不仲と言うわけではなく、仕事上有能なパートナーであった。
第1シリーズの神田、第2シリーズの池山の実質的な後継キャラだが、前二者が巡査部長になっているのに対し、彼のみ一巡査であるが、昇任試験を受験しようとしていた回がある。
第5シリーズで福島県いわき市出身であることが明かされ、シリーズ中、母親が上京する回が何度かあり（スーパーひたちを利用）、また、最終盤には幼馴染に、事件関係者と刑事と言う立場で再会している。
シリーズを通して香取に煙たがられながらも恵里に好意を寄せ続け、第7シリーズ最終話ではプロポーズまがいの言動も行ったが、結局あしらわれてしまい、進展はないまま本作も終了した。
角谷千秋
演 - 山崎大輔（III）
巡査部長。立花や原の後任ポジションだが、自称「ニヒル」のやや冷酷な人物であり、女性にもてる桜田をうらやむ描写がある。
西崎
演 - 竹内信明（II）
巡査。内勤担当。
田村
演 - 奈良坂敦（II）
巡査。内勤担当。
川上
演 - 植松洋（III-VII）
巡査。内勤担当。
大下
演 - 松相敏夫（III-VII）
巡査。内勤担当。
浅田ひろみ
演 - 萩原祥加（III）
巡査。内勤担当。
風見愛子
演 - 河合奈保子（IV-V）
警部補。愛称は「(前任地勤務時代から)風子(ふうこ)」。桜田からは階級は高いが、風子ちゃんと呼ばれている。桜田ほどではないが香取の家に訪問するシーンがある。最初は香取と仲が悪い事もあったが、後に和解して、香取を先輩として敬意を払うようになる。階級が警部補であることや香取を意識しているなどの共通点から、西園寺彩夏の後継キャラにあたる。お嬢様風であるが、刑事魂も持ち合わせている。
河本太郎
演 - なぎら健壱（IV-V）
巡査部長。角谷千秋の後継者にあたる。桜田と同じくO型。香取のことを「香取」と呼び捨てで呼んでいることから同期あるいは先輩と思われる。ぶっきらぼうな性格で、山崎や桜田と対立する場面が多い。
朝岡すみれ
演 - ひがし由貴（IV）
巡査。内勤担当。
田中はるみ
演 - 内田さゆり（V）
巡査。内勤担当。
結城千秋
演 - 早見優（VI-VII）
警部補。恵里と仲が良い。階級が警部補であることから、風見愛子の後任者に当たる。あだ名は「亀」と呼ばれ、ミスが多いが、地道な捜査を続けていくにつれて、徐々に信頼を勝ち取っていく。
河原淳
演 - 冨家規政（VI-VII）
巡査部長。第1シリーズの神田真二以来となる、香取と年代の近い男性刑事である。東京駅構内の置き引き犯を全て暗記するなど、捜査に妥協しない性格。クールな頭脳で犯人を検挙していく。桜田が不在の際は主に香取とペアを組むが、時に行き過ぎた行動で香取に止められる事もある。
三枝みどり
演 - 藤田弓子（VI）
巡査部長。分駐所の母親的存在。捜査の最前線に立たないが、彼女の発言により、他の刑事が見落としがちな盲点をつく事もあり、高杉警部も舌を巻く。
田村雅子
演 - 宮崎彩子（VI）
巡査。内勤担当。
吉田一平
演 - 田中義剛（VII）
巡査。北海道警察から人事交流として東京警視庁へ派遣されてきた警察官。
坂口ひろ子
演 - 高取茉南（VII）
巡査。内勤担当。恵愛学園女子短期大学卒。最終回で、学生時代の親友が事件に巻き込まれ、同時期に、栄転話が持ち上がった香取はその事件捜査を優先し、出世を棒に振る結果を招いてしまう。

## その他
香取恵里
演 - 相川恵里
香取の年が離れた妹。日本食堂に相当する「日栄食堂・東京駅丸の内営業所」（制服等は当時の同社に準じていたが社名は別のものとなっていた）に所属する車内販売員。在来線特急から新幹線、寝台特急に至るまで幅広く乗務する。兄と喧嘩をすることもあるが、実際には仲が良く兄思いの一面も持つ。第1シリーズの時点では腹巻をしていた。収入は兄よりも少なく、兄に経済的に依存している側面も持つ。趣味はカラオケで、trfの「BOY MEETS GIRL」が好き。
基本的には一部のシーンに登場するのみで、本筋とは直接絡まないような登場も少なくなかったが、事件捜査で兄達が乗る列車に偶然乗務していたり、列車内や駅構内で事件の目撃者になることもしばしばあり、放送回によっては恵里が実質的な中心人物として描かれていたこともあった。
沢井令子
演 - 柏木由紀子（I）
小料理屋「路」の女将。
酒井和代
演 - 東ちづる（II-III）
分駐所メンバーの胃袋を満たす飲食店「元気」のママ。IIの第16話では殺人事件の重要参考人として描かれた。
美奈
演 - 玉乃ヒカリ（II）
「元気」の従業員。
ゆきな
演 - 山下幸奈（III）
「元気」の従業員。
高杉幸子
演 - 渡辺美奈代（IV-VI）
高杉の娘。東京駅のJR東日本旅行センター「びゅうプラザ」の販売員。Ⅵの最終回で森川哲也（演：五代高之）と結婚する。

## ゲスト
さすらい刑事旅情編 / さすらい刑事旅情編II / さすらい刑事旅情編III / さすらい刑事旅情編IV / さすらい刑事旅情編V / さすらい刑事旅情編VI / さすらい刑事旅情編VII

### さすらい刑事旅情編（1988年 - 1989年）
第1話「寝台特急“北斗星”の殺意」
- 三原じゅん子、三ツ木清隆、中原丈雄、保積ぺぺ、江幡高志

第2話「特急踊り子号・最後の求婚旅行」
- 綿引勝彦、千秋実

第3話「函館本線小樽の女」
- 三上亮子 - 竹井みどり
- 久保寺猛 - 伊藤敏八
- 田口明 - 市川浩
- 高岡良平、進藤幸、中真千子、田貴絢子、杜澤泰文、小甲登枝恵、鎌田功、前原実、山形政彦、好永康子、町田真一、田中奈々子、原島達也、山口哲生

第4話「新特急谷川・約束の2番ホーム」
- 三浦真弓

第5話「寝台急行銀河から消えた女子大生」
- 可愛かずみ、ひかる一平

第6話「元ドラフト選手と蔭の女」
- ケーシー高峰、草見潤平、中島はるみ、北町嘉朗

第7話「新幹線ひかり・車内電話の男」
- 江藤潤、木下浩、高間智子

第8話「東京駅・アリバイを偽証した女」
- 赤座美代子、清水章吾

第9話「横浜鶴見線最終電車から消えた女」
- 平泉成、山本みどり、余貴美子

第10話「山手線から誘拐された美人OL」
- 坂上忍、芦川よしみ、西沢利明、藍とも子、荒井注

第11話「九州縦断SL列車“あそBOY”号 火の国の女の殺意」
- 范文雀、倉沢淳美、石浜朗、松本ちえこ、小林勝彦

第12話「L特急あずさ2号を待つ女」
- 白都真理、左右田一平、内田直哉、中丸新将、大林丈史

第13話「九州縦断特急有明・一億円の女」
- 原日出子、西田健、平野稔

第14話「特急さざなみ21号・女刑事にあてた遺書」
- 川島なお美、内藤武敏、新井康弘

第15話「夜の横須賀線・黙秘する人妻」
- 金沢碧、岡本舞

第16話「妹・東京駅恋物語」
- 円谷浩、遠藤憲一

第17話「潮騒内房線・花売り女の殺意」
- 浅香光代、佐藤恵利、絵沢萌子

第18話「上越新幹線“とき”・雪に消えた花嫁」
- 三上寛、高橋克典

第19話「修学旅行で殺人!?」
- 石立鉄男、佐倉しおり、左時枝

第20話「痴漢にされた男」
- 下條アトム、土家里織、早川雄三、小沢象

最終話「信州雪景色・“汽車”を歌う男」
- 内藤剛志、鈴鹿景子、井上昭文、速水典子、鶴田忍

### さすらい刑事旅情編II（1989年 - 1990年）
第1話「寝台特急“瀬戸”・海峡の花嫁」
- 純子の母 - 吉行和子
- 三村順子（与島の京阪フィッシャーマンズワーフ・ウエイトレス） - 生田智子
- 和夫（コトサンバス・運転手） - 円谷浩
- 中平良夫、花かおる、早川純一、田中洋介、奈辺悟、鎌田功、古山忠良、伊藤良昭、渡辺要、大塚和明、菅野菜保之

第2話「東北新幹線“やまびこ”・奥の細道殺意の旅」
- 白川和子、丸山秀美、冷泉公裕

第3話「特急あずさ・二人の女の完全犯罪!?」
- 白都真理、山本ゆか里、赤塚真人

第4話「山陽新幹線・道後温泉に消えた女」
- 蜷川有紀、越智静香、中島葵、江上真吾

第5話「L特急踊り子・七回忌で再会した女」
- 結城しのぶ、趙方豪、井上博一、池田克典

第6話「特急ひたち・送られてきた婚約指輪」
- 黛まどか、森山祐子、湯浅けい子、高原駿雄、小畠絹子
- 重田尚彦、大黒一生、市原清彦、大石源吾、長塚美登、小池雄介、泉福之助、渡部るみ、小林真（子役）

第7話「上野発・寝台特急ゆうづるの女」
- 島村佳江、新井康弘、江藤漢、藤巻潤

第8話「信州高原列車・記憶喪失の女」
- 三原じゅん子、小田薫、草村礼子、小倉一郎

第9話「中央線終電車・無言電話におびえる女」
- 今村美紀 - 長山洋子
- 高岡巡査部長（東武蔵野警察署・境駅前派出所勤務） - 井上高志
- 吉沢晴彦 - 小沢一義
- 高岡の妻 - 久仁亮子
- 高岡健一（高岡の息子） - 加藤盛大
- 平野稔、加地健太郎、松浦隆、大江徹、菅野達也、辻新八、三原聡

第10話「函館本線の女・傷だらけの帰郷」
- 大場久美子、柳川慶子、青島健介

第11話「湯煙り伊豆に消えた美人留学生」
- 寺田農、段田安則、菅原昌代、千石規子

第12話「寝台特急“北斗星”・層雲峡の女」
- 高見沢牧子 - 山口果林
- 田島 - 高橋長英
- 杉山 - 海一生
- ダンプ松本、林美穂、仲谷昇、宇乃壬麻、山田光一、木村修、ドンレオ藤三、菅原大吉

第13話「レイプ！古都鎌倉3年前の殺意」
- 米山善吉、青田浩子、井浦秀智、下川辰平

第14話「バラバラ殺人！父を捜す美少女」
- 白島靖代、鹿内孝、児玉頼信、小坂一也

第15話「美人局サギ金融！消えた一億円」
- 園佳也子、豊原功補、向田裕美子、高岡良平

第16話「南伊豆グルメの旅・露天風呂で消えた女」
- 塩沢とき、佐原健二、中原丈雄、 及川ヒロオ、 本山可久子、 平野稔

第17話「痴漢が死んだ！偽証する女」
- 織本順吉、橋本功、大寶智子、保積ぺぺ、石井トミコ

第18話「殺意の伝言ダイヤル・女子大生の完全犯罪」
- 洞口依子、川辺久造、河西健司

第19話「草津温泉雪景色・罠に落ちた美人OL」
- 山本亘、藤代美奈子、渡辺祐子、一柳みる

第20話「途中下車のトリック・疑惑の美人目撃者」
- 渡部絵美、大畑美紀、坂西良太、田中隆三

第21話「車窓から見た殺人風景・消えた死体」
- 大塚良重、北村総一朗、武藤章生、石井洋祐、神力裕、江幡高志、三浦憲治

第22話「湯けむり別府・女風呂に消えた完全犯罪」
- 汀夏子、鈴鹿景子、畠山久、磯崎亜紀子、大林丈史、夏夕介
- 町田幸夫、宮寺康夫、木村栄、吉田祐健、三田敬子、鎌田功、有園明夫、住若博之、鈴木信明、中津翔太

最終話「殺意のブルートレイン・城下町から失踪した婚約者」
- 可愛かずみ、鷲生功、遠藤征慈、加藤武

### さすらい刑事旅情編III（1990年 - 1991年）
第1話「裏切りの寝台特急北斗星・歪んだ愛情」
- 坂上忍、土倉有貴、比嘉ひとみ、南条弘二、三谷昇、岩本多代、島村佳江

第2話「伊豆東海岸に消えた人妻」
- 小倉一郎、麻丘めぐみ

第3話「子供を救った美人看護婦の犯罪」
- 石野真子、池田貴尉

第4話「さいはてオホーツク・過去から逃げる女」
- 安部真由子 - 生田智子
- 村上健一 - 中西良太
- 清水宏 - 森一馬
- 北野茂行 - 長江英和
- 大森祐一 - 川上泳
- 佐藤千春 - 古川明美
- チャリー湯谷、丹治安順、成清加奈子、福本浩己、篠崎功、六社山宏二、河野智是、真山章志、角間進、鎌田功、松山泰尚、長谷川誉、根本隆宏

第5話「ツイてない男・愛犬が暴露した完全犯罪」
- 丹波義隆、江幡高志、代田知恵子

第6話「信州安曇野・結婚サギにあった女」
- 石田ゆり子、市山登、柳川慶子、世古陽丸、今福将雄

第7話「犯された人妻、愛の終着駅」
- 金沢碧、河瀬よしてる

第8話「花嫁の父・狙われた婚約者」
- 柳生博、吉田次昭、吉田美江、秋間登

第9話「連続殺人!?故郷唐津の祭りに帰った女」
- 岡本舞、槇野涼、翁華栄、佐藤裕、二瓶絞一、玉村駿太郎、曽川留三子、佐竹明夫
- 足達義也、内藤典彦、鎌田功

第10話「湯けむり東北新幹線・狙われた白い肌」
- 武田久美子、伊藤真美、吉田友紀、永久兼治
- 岡田和子、堤勝己、城戸貞仁、松下泰知

第11話「寝台特急さくら・殺人犯に会いに来た女」
- 森川輝美 - 川津花
- 斉藤昭 - 米山善吉
- 井草警察署刑事 - 真実一徳
- 高岡良平、鈴木隆二郎、山野井進治、恩田裕恵、手塚和子
- 田中正太郎、高田恵梨子、小甲登枝恵、鎌田功、渡辺茂治、佐藤法義、堤穂端、矢野寛奈、

第12話「女子大生温泉ツアー・罠に落ちた美人助手」
- 白島靖代、立原ちえみ、伊藤美由紀、麻生奈津子、小林こずえ、林りりや、中丸新将、執行佐智子
- 伊藤洋三郎、水野あや、小寺大介、佐川二郎、冴木彰次、松尾晶代、レン・キングスベリー、宮沢ひさえ、松本ゆか

第13話「整形複顔の女・偽りの完全犯罪」
- 水沢アキ、北村総一朗、秋篠美帆、加治良介
- 加地健太郎、高間智子、相馬剛三、宮内順子、酒井麻吏、山浦栄、白岩久尚、山崎明美

第14話「疑惑!?アリバイ工作をした女」
- 辻沢杏子、中原丈雄、桑田和美、谷村昌彦
- 粟津號、花王おさむ、伊予博史、円城彩子、関篤、大西千秋、小野了、泉福之助、月野裕司

第15話「悪徳刑事!?麻薬に溺れた娘」
- 篠塚勝、八木昌子、新井康弘、清水昭博、浜田晃、犬塚弘
- 石沢晶、花輪理恵、古山忠良、田島曲己加、後藤明、篠田薫、志村和彦、高橋竜次

第16話「告訴せず!!通り魔に襲われた女」
- 川島なお美、奥村公延、清水善三、鶴岡修、渡辺ゆき子
- 岸本功、西海真理、猪野修、伊藤正博、山川弘乃、佐々木誠人、五十嵐五十鈴

第17話「冬の能登半島・時効を待つ二人の女」
- 織本順吉、二宮さよ子、越智静香、長谷川哲夫、佐原健二、及川ヒロオ
- 高月忠、飯島和平、田中友香里（子役）

第18話「古都金沢で待っていた女・死亡時刻の謎」
- 速水亮、丸山秀美、佐戸井けん太、恩田裕恵、井上博一、福岡正剛、真実一路
- 清水宏、岩永茂、鎌田功、渡部訓郎

第19話「汚染された死体・狙われた妹」
- 平田満、北詰友樹、堀勉、井沢弘、鈴木泰明、菅原昌代、大矢兼臣、掛田誠、近藤優花、佐川二郎

第20話「幻の汽笛！誘拐された大臣の娘」
- 内藤武敏、中村由真、泉晶子、丸岡奨詞、西尾徳、野村昇史、中平良夫、山田吾一
- 阿部光子、長谷妙子、花井京之助、竹内靖、正部真弓、石井絵里佳、伊藤恵（子役）

第21話「スリに間違えられた男・殺意の友情」
- 大河克己、南渕一輝、松熊信義、照本一代
- 小林良平、根本隆宏、中野壽年

第22話「疑惑のカプセル！美人添乗員の犯罪」
- 高峰圭二、影山仁美、李星蘭、辰馬伸、白川和子
- ドン貫太郎、新井敏也、小池幸次、神名良、米郁男

最終話「冬山遭難の謎!?白いコートの女の殺意」
- 余貴美子、鶴田忍、日下由美、保積ペペ、内藤典彦
- 江上真吾、堀江淳子、谷村好一、海一生、きくち英一
- 草薙仁、保木本竜也、五野上力、谷津勲、岸野一彦、鎌田功、三上祐、山口智子、生島三保子

### さすらい刑事旅情編IV（1991年 - 1992年）
第1話「東北新幹線から消えた娘・不倫の代償」
- 北島英美子 - 麻丘めぐみ
- 北島祐介 - 速水亮
- 立花修一 - 小倉一郎
- 北島あゆみ - 百地千寿
- 堀越大史、堀江真理子、内田修司、小山昌幸、堀雄司、加藤かよ子、能登要

第2話「女流漫画家の秘密・週末特急に乗る娘」
- 手塚波留子（美奈子の姉） - 杉田かおる
- 花村ミオ（漫画家） - 愛川絢子
- 和枝 - 能登要
- 谷口秀介（東京駅駅員） - 五代高之
- 手塚修造（新発田の漁業組合組合長、美奈子の父） - 加藤武
- 手塚美奈子（新発田の高校生） - 古川リカ
- 金田（永井出版・編集部員） - 越村公一
- 竹内靖、浅川仁義、加藤忠夫、飯島洋美、岸田博、宮川右京

第3話「みちのく三陸海岸・死の結婚記念旅行」
- 小林木綿子 - 蜷川有紀
- 川村英明 - 山口良一
- 佐久間まち子、青柳三十六、小川隆市、椿田昇耶、工藤ゆり、吉田麻乃、久保昌、五野上力

第4話「美人女将の罠・バブルに舞った女と男」
- 中村義雄 - 小野武彦
- 星野妙子 - 内田あかり
- 大林隆介、市山登、石波義人、中村麻沙希、島ひろ子、平井一幸、五十嵐五十鈴、日野治美、遠藤さとみ、石義春陽

第5話「防犯カメラに写った女！美人教師の災難」
- 三上亮子（青森県立第五高校・教師） - 南條玲子
- 加藤珠枝（都内の女子高校・三年生） - 上野めぐみ
- 鈴木喜代美（青森県立第五高校・三年生） - 湯原弘美
- 豊川悦司、中真千子、加地健太郎、松下丈司、玉木善広、仲館剣、泰居真奈美、飯島祐子、沖西章太郎、高橋利安

第6話「二重結婚サギ！山手線の女」
- 山田聡美 - 丸山秀美
- 大場功二（結婚詐欺師） - 古田将士
- 草村礼子、五十嵐美恵子、江藤漢、大西多摩恵、東條美帆、新里和美、児玉頼信、呉めぐみ、森富士夫、大川万裕子、山本緑、八百原寿子、道林志樹、伊藤智之、坂川和久

第7話「伊豆、三泊四日不倫旅行・同窓生の殺意」
- 谷本宏子 - 山口果林
- 高原順子 - 湯浅けい子
- 谷本葵 - 滝沢幸代
- 小山武宏、南一恵、星ともえ、宮寺康夫、海一生、安威宗治、布施木昌之、土橋智美、町田真一、日埜洋人、佐藤法義、早川亜矢子、志田邦子、曽我部夫佐子

第8話「函館ロマン旅行・女子大生の愛と死」
- 木村由里子（聖美女子大学・四年生） - 吉野真弓
- 小野寺久美（由里子の同級生） - 木之原賀子
- 野沢みどり（由里子の同級生） - 大石千暁
- 八木早苗（由里子の同級生） - 瀬島初美
- 林田一郎（恵比須のPM探偵社・社員） - 遠藤憲一
- 町田幸夫、岡村洋一、鎌田功

第9話「水郷の花嫁・過去を捨てた女」
- 橋本（代々木西署刑事） - 北村総一朗
- 小谷美紀（八重洲ウエストンホテル・顧客係） - 菊地陽子
- 岩崎直人 - 安藤一夫
- 槙野涼、村上幹夫、大方斐紗子、松本明代、桐山栄寿、渥美博、山浦栄、小林一

第10話「青函トンネル・殺意を運ぶ海峡4号」
- 藤森智子 - 高林由紀子
- 藤森洋志 - 松下一矢
- 入江正徳、大原真理子、御友公喜、伊藤真、鈴木泰明、山中康司、中島元、冴木彰至、上杉陽一、木村修、渡会良、長谷川真行、石田哲也、松尾晶代、山崎明美、桑原明宏（子役）

第11話「古都鎌倉・歩いた死体」
- 下山真弓（城南女子大学・二年生） - 浅野愛子
- 古田（バーかまくら・店主） - 高岡良平
- 下山徹（真弓の父） - 平野稔
- 下山静江 - 明日香尚
- 渡辺博貴、江上真吾、古山忠良、大山豊、麻ミナ、和泉今日子、岡田孝之

第12話「北アルプスの城下町・父に似た殺人犯」
- 片平周一 - 石山律雄
- 片平志津子 - 藤本喜久子
- 魁三太郎、辻つとむ、飯田和平、田公雄、片山大輔、戸ヶ里幸広、永野百合香、小澤美穂（子役）、池内理紗（子役）

第13話「深夜の密会・刑事を愛した悪女」
- 神谷史子 - 北原佐和子
- 北川修造 - 椎谷建治
- 飲み屋の呼び込み男 - 伊藤哲哉
- 藤井裕士、刈田公、阿部渡、真柴裕子、北村雪枝、佐川二郎、鈴木信明

第14話「ローカル線で待つ女・不倫の決算書」
- 寺田文子 - 左時枝
- 神崎令子 - 棟里佳
- 寺田純一 - 森田洸輔（子役）
- 宗方奈美、水村泰三、石原辰己、堀田智之、栗原未妃、松葉妙子、伊藤実苗

第15話「昼下がりの山手線・殺人を予言した女」
- 結城明子 - 一柳みる
- 結城政夫 - 伴直弥
- 結城まゆみ - 朝倉知佐（子役）
- 根本武志 - 藤岡大樹
- 藤本ルリ子、相馬剛三、若尾義昭、野村利之、田中正太郎、関井加奈子、内田三知代、永野百合香、曽我部夫佐子

第16話「巻き添えを喰らった女・新特急谷川の殺意」
- 影山辰彦- 杉本哲太
- 影山絹子 - 野口ふみえ
- 田島一郎 - 広瀬昌助
- 長谷川恒之、みわ優子、福本浩己、久木念、前原実、大村亨、中田靖宏、

第17話「東京駅・消えた凶器・証言を拒んだ女」
- 村上浩一（岸田印刷・社員） - 米山善吉
- 岸田正男（岸田印刷社長） - 塚本信夫
- 岸田郁子（智子の母） - 和田幾子
- 岸田智子（正男の娘） - 鶴田真由
- 谷本小代子、草薙仁、伊予博之、鈴木隆二郎、青木雪絵

第18話「金曜日の暴行魔！偽りの遺留品」
- 岩下健太郎（風見の先輩刑事） - 篠塚勝
- 竹内亜希子（恵里の同僚、友達） - 山口夏海
- 小倉雄二 - 四禮正明
- 伊達（不動産屋） - 伊東知則
- 篠田薫、小寺大介、小林トシ江、久保晴輝、森麻衣子、坪井由理、奥出博志、小峰鉄夫

第19話「瀬戸大橋・断崖に立つ女・消された記憶」
- 波多野秋子 - 島かおり
- 沢村健二（琴平町内のうどん屋従業員） - 下塚誠
- 波多野久美 - 駒木根尚美
- 小倉雄三、和田周、山本寛、暮林修、木原香代子、大西宰士郎、畑田麻里（子役）

第20話「喪服の女・雪山に消えた殺人者」
- 松井美樹 - 未來貴子
- 荻原勉 - 重田尚彦
- 松井孝太郎（会津のリゾートホテル社長） - 小笠原良知
- 置き引き犯 - 小島三児
- 須藤 - 木村栄
- 近松敏夫、橋本菊子、大矢兼臣、名川貞郎、岡田俊博、中野晴美

第21話「南国土佐の殺意・ホテルから消えた女医」
- 牧野玲子 - 市川翔子
- 今井智子 - 柳川慶子
- 牧野律子（岡山同愛病院副院長、玲子の母） - 木村夏江
- 松田奈美（智子の娘） - 有川まゆ
- 桂浜子（土佐御苑のクラブ歌手、律子の知人） - 桂浜子
- 富田三千代、本庄和子、河合絃司、水橋和夫、三上剛仙、田中創、山崎健二、鎌田功、岡田和子、村上青児、横山香代子、二階堂美由紀、奥野真理

第22話「財布をすられた女・裏切りの友情」
- （ディスコオーナー、香取の高校時代の同級生）- 池畑慎之介
- 大河克己、長沢大、深見亮介

最終話「湯煙り上越新幹線・白鳥を待つ女」
- 小暮祐子 - 大沢逸美
- 足立秀介（大学助教授） - 赤塚真人
- ダンプ松本

### さすらい刑事旅情編V（1992年 - 1993年）
第1話「SL貴婦人号で待つ女・白狐面の殺意」
- 西山修造 - 西田健
- 森真結 - 北原佐和子
- 日向明子、三浦智子、北詰友樹

第2話「東北新幹線・昏睡強盗の女」
- 宇田川智子 - 網浜直子
- 西尾弓子 - 立原ちえみ
- 岩木 - 草見潤平
- 牧村純子 - 藤田むつみ
- 石井 - 堀越大史
- 吉見純麿、松尾晶代、柏木タカシ、岩本裕之、森麻衣子、宮内裕子、佐藤法義

第3話「走る密室・寝台特急出雲から消えた花嫁」
- 広瀬信夫（出雲設計測量・社員） - 米山善吉
- 川口健次（日協商事・営業課長） - 佐藤仁哉
- 高野礼子（日協商事・営業課社員） - 湯浅けい子
- 広瀬葉子（出雲駅前のホテルエイト従業員、信夫の妹） - 二階堂千寿
- 高木孝子、宮田かずこ、横尾三郎、山崎猛、高野慶一

第4話「特急さざなみ4号・セクハラに勝った女」
- 大塚勝子（丸の内の下着会社・従業員） - 黒田福美
- 門脇（圭子の父親） - 大矢兼臣
- 門脇圭子（勝子の大学の後輩） - 大石千暁
- 板倉美香（勝子の家の隣人の娘） - 貴田麻耶
- 間野目りつ - 杉山とく子
- 中真千子、可知靖之、小川隆市、伊予博史、水野あや、大館光心、浅川和恵

第5話「南九州終着駅で降りた女・三行広告の罠」
- 柴田玲子（宮崎信託銀行・従業員、順平と内縁関係） - 未來貴子
- 稲垣肇（本庄建設課長） - 須永慶
- 柴田浩三（玲子の父） - 村上幹夫
- 萩原順平（宮崎市の本庄建設・従業員） - 梶周平
- 本庄哲夫（本庄建設社長） - 小笠原良知
- 佐々木敏、魁三太郎、河内浩、作原利雄、斎藤隆、日高悟、林一彦

第6話「疑惑の婚約者・血痕のついた札束」
- 辻浦真二（宝徳食品工業・営業課員） - 池田政典
- 早瀬（宝徳食品工業・経理部長） - 松熊信義
- ロッカー破りの常習犯 - 江幡高志
- 島ひろ子、宮寺康夫、久保忠郎、金田拓三、矢田裕貴

第7話「特急富士B寝台・女カメラマンの謎の死」
- 久田一郎 - 石田新
- 中岡弘美（カメラマン） - 吉田美江
- 山口雅江 - 立石凉子
- 中里清子 - 檜よしえ
- 内田三知代、鎌田功、三浦達也、窪田純一、田中ちさと

第8話「大船行き終電車の男・同じ風景の油絵」
- 仲田良彦　- 滝田裕介
- 渡辺涼子　- 吉野真弓
- 西川敬三郎、久木念、森富士夫、佐川二郎、大塩武、晶衛里仁、小椋弓、浅野富士子、北谷隆次、麦林浩子、生田蔵満、三宅てるみ

第9話「バッグを取り違えた女・みちのく殺人行」
- 吉井あゆみ（スパリゾートハワイアンズ・ダンサー） - 海野圭子
- 大川（小名浜港の遠洋漁船・船員） - 佐々木勝彦
- 伊達明 - 伊東知則
- 村田慎一 - 森田浩平
- 竹内靖司、鈴木信平、宮本幸三、加藤たか子、小向尚子

第10話「恋人を襲った女？山手線の殺意」
- 村上敬介 - 下川辰平
- 村上静子（村上の妻） - 草村礼子
- 篠塚貴子 - 高取茉南
- 今井修一 - 小沢一義
- 山浦栄、五野上力、三浦太郎、日高久美子、久保晴輝、三井善忠、長谷川公子

第11話「拾った拳銃・金色のアンクレットの女」
- 森田かすみ　- 沖直美
- 大野　- 郷田ほづみ
- 岡田　- 海一生
- 松村冬風、和田周、若尾義昭、小林操、坪井由理、石田哲也、飯島小裕美

第12話「覗かれた剣道着の女・湯煙り会津若松」
- 山下朱美（写真のモデル） - 本田理沙
- 山下敏子（朱美の母） - 藤山律子
- 辻村梢（朱美の友達） - 湯原弘美
- 辻村桂子（梢の母） - 梶三和子
- 山縣満夫（カメラマン） - 江上真吾
- 松尾文人、李鐘浩、渡辺ひろゆき、上戸章、馬場暢晴、小川義雄

第13話「山形新幹線・殺意の名将戦振り飛車の女」
- 床嶋佳子、清水市代、入江正徳、長谷川恒之

第14話「京都琵琶湖の女・茶道家元をめぐる罠」
- 大場久美子、下塚誠、久遠利三、鈴鹿景子

第15話「湯煙り北陸路・同窓会ツアーで死んだ女」
- 内田直哉、愛川絢子、越村公一、千葉茂、正司照枝

第16話「密告電話・墓地に立つ女」
- 岡本舞、野口ふみえ、伊藤孝雄

第17話「疑惑！ストリッパーと密会した刑事」
- 高松英郎、田中忍、木村栄

第18話「信州白馬雪山の殺意・不倫を目撃した女」
- 市川翔子、石山律雄、森永奈緒美、吉野悠我

第19話「秘密写真の罠・消えた女優志願の女」
- 中本賢、中村由真、伊藤昌一、井上彩名

第20話「仔猫と一緒に消えた少女・婚約者の嘘」
- 春田純一、日下由美、粟津號

第21話「関門海峡の女・移動した死体」
- 上杉祥三、桂木文、丸岡奨詞、伊藤洋三郎

第22話「欲望！五百万円をネコババした女」
- きたろう、角替和枝、安藤亮子、野村昭子

最終話「仕組まれた犯罪証明・久留米絣の女」
- 秋本奈緒美、山本八高、大木史朗、信達谷圭、佐竹明夫

### さすらい刑事旅情編VI（1993年 - 1994年）
SP「スイス、アルプス愛と殺意の旅・消えた三億円と二人の女」
- 池内麻子 - 石野真子
- 池内康彦 - 篠塚勝
- 浅野美雪 - 栗田よう子
- 吉村昭夫 - 須藤正裕
- 海一生、江幡高志、宮田光、加地健太郎、森富士夫、水野友広、渡部訓郎、諏訪圭一、松本明代、新井百合、渡部るみ、生田蔵満、本田順子、松永奈己江

第1話「みちのく湯煙りの女・18年目の殺意」
- 宗像由美 - 川越美和
- 浅利香津代、佐々木敏

第2話「終電車の女・キャリアウーマンの秘密」
- 立原麻衣、塚田きよみ、てらそま昌紀

第3話「特急踊り子・過去を消したかった女」
- 内田直哉、大塚良重、佐藤直子

第4話「カゴ抜け詐欺の女!?不倫旅行」
- 新克利、藤田宗久

第5話「寝台特急エルム・結婚詐欺の女」
- 北原佐和子、塩屋俊、遠藤憲一

第6話「運命の山手線・名前を変えた女」
- 山口果林、元井須美子、長谷川恒之、花原照子

第7話「ナイフを買う女・スリが暴く過去」
- 河原崎次郎、吉野真弓、棟里佳、新井昌和

第8話「裏切られた女弁護士・不倫の罠」
- 宇田川邦子（弁護士） - 渡辺典子
- 中内正信 - 佐渡稔
- 大岩耕治 - 真実一路
- 大岩美知子 - 堀江真理子

第9話「夜汽車の告白電話・イヴの殺意」
- 大森嘉之、伴直弥、樋口しげり、ただのあっ子

第10話「室蘭本線の女・レイプの記憶」
- 沢木玲子（登別マリンパークニクス・従業員） - 小宮久美子
- 沢木徹 - 堀越大史
- 田中 - 木下浩之
- 工藤（登別警察署・刑事） - 石山雄大

第11話「生きていた死体!?愛の逃亡者」
- 川上麻衣子、清水善三、山口粧太

第12話「コンタクトの女・覗かれた秘密」
- 川津愛、小島三児、江沢萌子

第13話「湯けむり九州・カラオケビデオの女」
- 市川翔子、ひかる一平、池田成志、草村礼子

第14話「記憶喪失の男・血塗られた切符」
- 中西良太、安原麗子、鶴田さやか

第15話「消えた資産家・愛犬が目撃者？」
- 石田太郎、吉野悠我、田山涼成、青山美恵子

第16話「特急あずさの殺意・温泉芸者の純情」
- 嶋大輔、渡辺ゆう子、矢野宣、田村奈巳

第17話「ニセ札事件の女・婦警の休日」
- 河原崎長一郎、堀川早苗、信太昌之、佐藤輝

第18話「白いコートの女の殺意・就職難が招く殺意」
- 古柴香織、川上泳、望月太郎、正司照枝

第19話「万馬券の女・自己破産の秘密」
- 網浜直子、山本紀彦、小沢象

第20話「夢を追う女・新幹線トリック」
- 伊藤麻衣子、でんでん、堀正彦、唐沢潤、鶴田忍

第21話「窃盗犯をゆする女・消えた二千万円！」
- 五代高之、宮崎達也、勝部演之

第22話「二重アリバイの罠・狙われた人妻」
- 米山善吉、浜田朱里、石田登星、柳川慶子

最終話「冗談が招いた殺意!?娘の結婚」
- 蜷川有紀、田中隆三、平山直樹、五代高之

### さすらい刑事旅情編VII（1994年 - 1995年）
SP「長崎―平戸・未婚の母！十五年前の恐るべき真実」
- 小泉真理子（国会議員） - 多岐川裕美
- 小泉誠一郎（真理子の父） - 小林昭二
- 小泉（真理子の母） - 長内美那子
- 小泉みどり（真理子の娘） - 林美穂
- 坂井（圭子の夫） - 大杉漣
- 坂井圭子（小泉議員の秘書） - 一柳みる
- てらそま昌紀、菊地則江、近藤洋介

第1話「覗かれた殺意・違法駐車の女」
- 須賀利文（須賀クリーニング店・店主） - きたろう
- 西尾久美子（化粧品店・オーナー） - 岩本千春
- 岩田頼子（青山の高級化粧品店・オーナー） - 水原ゆう紀
- 正城慎太郎、たかはし等、飯野真由美、小林操、小池幸次、菅野達也、工藤時子、たちのまさみ、谷村晃代、松葉紗子、清水直子、野津尚行、石川由起子

第2話「アルプスに消えた女・弟の失踪」
- 小野幸恵 - 根本りつ子
- 松野 - 青島健介
- 児玉頼信、伊藤眞、羽室満、井川鉄也、石坂重二、竹内靖司、平山直樹、吉永真弓、野本卓也、松葉和子

第3話「特急を停めた男・女が自殺!?」
- 宍倉雅也 - 赤塚真人
- 益田薫 - 泉本のり子
- 石丸 - 藤田宗久

第4話「ブルートレインの女・家族の絆」
- 杉村玲子 - 高橋理恵子
- 杉村浩一 - 清水冠助
- 宗方省吾 - 江上真吾
- 小寺大介、岩尾拓志、武川修三、鈴木泰明、野口ひろとし、加地健太郎、荒川正和、鎌田功、稲村由香子、中森靖英

第5話「特急マックスの女・血液型の謎」
- 本間朋子（安島の元嫁） - 辻沢杏子
- 安島春男（岐阜県大垣市のサラ金の強盗殺人容疑で手配中の男） - 上田日出春
- 林田（高崎で運送屋経営） - 坂西良太
- 五十嵐五十鈴、酒井健太郎、安岡英之、吉尾亜希子、広瀬斗史輝、佐藤法美、久喜理記子、矢内竜也

第6話「名門令嬢の秘密!?呼び出し電話の罠」
- 山川百合子 - 万里洋子
- 滝沢朝美 - 周栄良美
- 田宮信彦 - 森永健司
- 中西俊男 - 賀川黒之助
- 工藤真弓 - 有川小夜子
- 菅原大吉、篠原大作、北川博子、花悠子、麻ミナ、宮脇敏基、新城彰、折口明、高木麻紀、諸徳寺麻樹、大西美希、岸岡さおり、茂木幸恵、友川真理子、駒井美華、東映アカデミー

第7話「小樽運河の女・消えた被害者！」
- 宇田夏子 - 蜷川有紀
香取の元婚約者。小樽のガラス工房で働いている。
- 宇田勝也 - 西川忠志
夏子の弟。かつて起こした事件が原因で、香取が結婚を諦める原因を作った。その後、社会人として更生したかに見えたが、宝石に架けられている保険金の詐欺事件に加担したことが発覚。香取の手により逮捕された。
- 松下巌 - 真実一路
- 堀光昭、原久美子、泉よし子、土方当鑑、塩谷光俊

第8話「証言拒否！痴漢を告発した女」
- 永瀬真理恵（南部エレクトロニクス・社員） - 吉野真弓
- 大島敏夫（南部エレクトロニクス・課長） - 堀井真吾
- 石川浩一（南部エレクトロニクス・真理恵の後輩） - 信達谷圭
- 竹村康彦（泰成物産・次長） - 河原崎建三
- 水橋和夫、こねり翔、清水頭あき、又野彰夫、小甲登枝恵、後藤友子、沼田祐里、枝村みどり、松葉和子、東映あかでみー

第9話「故郷の駅に佇む女・馬の折り紙」
- 安井久子 - 北原佐和子
- 中西良一 - 五森大輔
- 加納時雄 - 平賀雅臣
- 沢村光男 - 新井一典
- 松沼浩平 - 車だん吉
- 有賀泰三、渡辺成紀、小野寺弘之、田村憲司、土井雅世、三田恵子、千田義正、小森秀一、横江剛、榛葉はる菜、東映アカデミー

第10話「伊予松山内子・俳句を作る女」
- 二宮志歩（松山のタウン誌記者） - 友里千賀子
- 和田佳代子 - 志村希梨子
- 能条貴広（文芸作家） -　西田健
- 道後温泉はなゆづきの若女将 - 大木彩路
- 村上幹夫、矢野泰子、本庄和子、岩城力也、諏訪圭一、鎌田功、横江剛、井上浩、恩塚貴子

第11話「四国逃避行・囮になった女」
- 小西宏子（レオマワールドホテル・クローク） - 石野陽子
- 池山考司（レオマワールドホテル・フロント） - 渋谷哲平
- 吉野雅也 - 川上泳
- 小西康夫（宏子の兄） - 佐藤康治
- 斎藤聡介、西村譲、岡村俊博、松本かをり、田中明夫、平山耕哉、小暮晃子、箭内和代、久喜理記子、山田喜代美

第12話「結婚願望の女・迷路の犯罪!?」
- 岡村眉子（盟友物産社員） - 生田智子
- 津島健三 - 速水亮
- 津島京子（横浜市鶴見区内の自宅で殺害された被害者） - 塚田きよみ
- 桑田和美、諏訪太朗、中川真由美、山浦栄、津村和幸、市野莉絵、松尾晃代

第13話「女子高生が置引き!?花の贈り物」
- 細川奈緒子（東京駅構内の薬局・店員） - 左時枝
- 松本真弓（奈緒子の娘） - 石橋けい
- 小泉葉子（準星女子学園高等部・二年生） - 大越史歩
- 今井明子（準星女子学園高等部・二年生） - 田畑沙穂里
- 中村美香（準星女子学園高等部・二年生） - 国生貴子
- 島ひろ子、名川卓郎、高山千草、茂木和範、楠見尚己

第14話「二億円強奪！子役スターの秘密」
- 早乙女純子（真美の母） - 津島令子
- 広瀬大介（元子役、東京駅近くの喫茶店・店長） - 吉田次昭
- 小森誠二（二億円強盗の容疑者） - 渡辺誠二
- 早乙女真美（子役タレント） - 岩田有理
- 田村元治、阿部六郎、内田我強、前田実、安藤整治、吉田小百合、武田留美子、根本明枝、藤本せつこ、大村あや、川尻幹子

第15話「女刑事が結婚!?私の終着駅」
- 本田健介　- 宮崎達也
- 河田弥生　- 有沢妃呂子
- 佐野康夫　- 三橋貴志
- 本田四郎　- 平野稔
- 依田英助、山本廉、岡部征純、前田悠衣、野村和也、千田義正、岩井弘、荒木優騎、石田哲也、久次米麻衣

第16話「不器用な男の犯罪！母の裏切り」
- 村上貴子　- 絵沢萠子
- 村上治郎　- 滝川晋平
- 村上隆司　- 京晋佑
- 刈谷政雄　- 田邊年秋
- ドン貫太郎、飯田和平、平井一平、松葉妙子、荻田佳也子

第17話「テレクラ少女の犯罪!?娘と母と」
- 久保田節子 - 和泉ちぬ
- 久保田健一 - 中丸新将
- 木村刑事 - 井上高志
- 由香 - 吉田真紀
- みどり- 飛田恵里
- 久美 - 菊池彩未

第18話「仮釈放の男・六年目の花嫁衣裳」
- 坂上律子　- 岡本舞
- 野村健治　- 中島陽典
- 坂上良彦　- 山本清
- 小櫻京子、薬師寺順、舟田走、宮本幸三、山崎明美、野津尚行、俊藤光利

第19話「親切強盗!?お呪いを信じる女」
- 浅野涼子 - 杜けあき
- 北川純子 - 沢杉知春
- 川上敏夫 - 海津亮介
- 水城加奈 - 若林京
- 沢村隆治 - 正木蒼二
- JUKKA、西田静志郎、木村夏江、中村由香里、飯田訓子、大下実起、東映アカデミー

第20話「大金入りカバン！女秘書の古傷」
- 池上直子 - 生稲晃子
- 矢作次郎 - 山口粧太
- 富田栄作 - 桑原たけし
- 伊藤眞、北川勝博、曽川留三子、茉莉ちやこ、枝村みどり、本田順子、須山彩、金森功次、東映アカデミー

最終話「盗まれた書類！女子大生の悲劇」
- 海原奈津子　- 安永亜衣
- 竹内靖子　- 鈴木佳
- 津村昭夫　- 山崎健二
- 伊藤和晃、二瓶鮫一、和田周、海一生、網野あきら、桂木唯、道又隆成、渡辺ユキノ、佐々木里加、小林麻子、渡部るみ、中林イ文恵